# Liste der Kulturdenkmäler in Steinborn
In der Liste der Kulturdenkmäler in Steinborn sind alle Kulturdenkmäler der rheinland-pfälzischen Ortsgemeinde Steinborn aufgeführt. Grundlage ist die Denkmalliste des Landes Rheinland-Pfalz (Stand: 27. Juni 2022).

## Denkmalzonen
| Bezeichnung          | Lage                                                                       | Baujahr                                      | Beschreibung | Bild |
| -------------------- | -------------------------------------------------------------------------- | -------------------------------------------- | --- | ---- |
| Denkmalzone Ortskern | Alte Poststraße, Hauptstraße 11–15 und 4–12, Kyllburgweilerstraße 1–4 Lage | spätes 18. bis zum mittleres 19. Jahrhundert | ungestörtes Bild eines Bauerndorfes der Zeit um 1850, in seltener Dichte erhaltene historische Bausubstanz mit Gehöften vom späten 18. bis zum mittleren 19. Jahrhundert und der Kirche (1820) | BW   |

## Einzeldenkmäler
| Bezeichnung                         | Lage                                       | Baujahr                            | Beschreibung | Bild                           |
| ----------------------------------- | ------------------------------------------ | ---------------------------------- | --- | ------------------------------ |
| Hofanlage                           | Alte Poststraße 1 Lage                     | zweite Hälfte des 18. Jahrhunderts | stattliches Wohnhaus, zweite Hälfte des 18. Jahrhunderts, im Kern eventuell älter, zweigeschossiger Pultdachvorbau, wohl um 1800, Ökonomieanbauten | Fotos hochladen                |
| Hofanlage                           | Alte Poststraße 3 Lage                     | um 1800                            | Hofanlage, um 1800; Wohnhaus bezeichnet 1798, Erweiterung bezeichnet 1803, Scheunentor bezeichnet 1809                                             | Fotos hochladen                |
| Katholische Filialkirche St. Hubert | Hauptstraße 4a Lage                        | 1820                               | Saalbau, 1820, Sakristeianbau mit wohl wiederverwendetem Portal, bezeichnet 1747                                                                   | weitere Bilder Fotos hochladen |
| Wohnhaus                            | Hauptstraße 8 Lage                         | 1794                               | stattliches Wohnhaus, bezeichnet 1794 | Fotos hochladen                |
| Schulhaus                           | Kyllburgweilerstraße 4 Lage                | 1875–77                            | ehemalige Schule; Rotsandsteinbau auf geschosshohem Keller, historisierende Motive, 1875–77                                                        | Fotos hochladen                |
| Dankeskreuz                         | südlich des Ortes Lage                     |                                    | Rotsandsteinkreuz mit Kruzifix | Fotos hochladen                |
| Markuskapelle                       | südlich des Ortes Lage                     | 18. Jahrhundert                    | Putzbau, wohl aus dem 18. Jahrhundert | BW                             |
| Scholzenhof                         | südöstlich des Ortes an der B 257 Lage     | 1932                               | Aussiedlerhof, bezeichnet 1932, historisierende Motive                                                                                             | Fotos hochladen                |
| Wegekreuz                           | südöstlich des Ortes an der B 257 Lage     | 1727                               | Schaftkreuz, bezeichnet 1727, Renovierung kurz nach 1920                                                                                           | Fotos hochladen                |
| Heltenkreuz                         | westlich des Ortes; Flur Auf der Held Lage | 15. Jahrhundert                    | Wegekreuz; Nischenkreuz, eventuell noch aus dem 15. Jahrhundert                                                                                    | Fotos hochladen                |